# Ōkamiden
Ōkamiden aussi appelé Ōkamiden: Chiisaki Taiyō (大神伝～小さき太陽～, littéralement "Les chroniques d'Ōkami: le soleil minuscule"), est un jeu d'action-aventure édité par Capcom pour la plate-forme Nintendo DS. C'est une suite directe du titre sorti sur PlayStation 2 et Wii, Ōkami. Le jeu a été créé par Kuniomi Matsushita, le directeur du portage Wii d'Ōkami et Motohide Eshiro, le producteur d'Ace Attorney Investigations: Miles Edgeworth et Onimusha 2: Samurai's Destiny. Ce jeu est sorti le 30 septembre 2010 au Japon, le 15 mars 2011 en Amérique du Nord et le 18 mars 2011 en Europe.
Le personnage principal est Chibiterasu, un petit loup céleste qui ressemble à Amaterasu le protagoniste d'Ōkami. Par ailleurs, le gameplay est proche de celui de l'épisode précédent : il inclura le "Pinceau Céleste", qui permet au joueur de mettre le jeu en pause et de dessiner des formes à l'aide de l'écran tactile de la Nintendo DS.
Le développement du jeu a commencé lorsque Kuniomi Matsushita a manifesté son intérêt pour la création d'un nouveau jeu de la série Ōkami et montré à Motohide Eshiro une démo technique de ce jeu en 2008. La Nintendo DS a été choisie à la fois parce qu'elle était la plateforme ayant eu le plus de succès de sa génération et parce que l'écran tactile était ce qui semblait le plus pratique pour contrôler le pinceau céleste.

## Histoire
Le scénario d'Ōkamiden a lieu neuf mois après les évènements d'Ōkami. Malgré le fait que les démons aient été vaincus en Nippon, ils sont revenus. Sakuya, un personnage du jeu Ōkami, appelle Amaterasu mais trouve Chibiterasu, qui ressemble à une version plus jeune d'Amaterasu. Selon certaines hypothèses, Chibiterasu est le fils d'Amaterasu mais Motohide Eshiro a dit qu'il laissait les origines de Chibiterasu secrètes pour l'instant. Il a rajouté que c'était une "jeune forme de vie" et qu'il n'était pas tout à fait mûr. Il conserve plusieurs capacités d'Amaterasu mais il lui manque ses pouvoirs. L'un des partenaires de Chibiterasu est Kuninushi, le fils de Susano et Kushinada, deux personnages d'Ōkami. Au fil du jeu, des bribes d'histoire sur son origine son dévoilés, permettant notamment d'expliquer comment Susano a pu avoir un fils aussi âgé en seulement neuf mois. Cependant, le déroulement des événements apporte plus de questions que de réponses et l'épilogue du jeu suggère qu'une suite pourrait faire de lui un personnage central.

## Système de jeu
Le gameplay est similaire à celui de son prédécesseur. Le joueur pourra interrompre le jeu grâce au "Pinceau Céleste" et ainsi résoudre des énigmes et combattre des ennemis. Le thême sera de redonner vie au monde, comme c'était également le cas dans Ōkami. Le "Pinceau de Shirabe" permettra de déplacer le partenaire de Chibiterasu indépendamment et donc traverser des zones où Chibiterasu n'a pas accès ; c'est très souvent nécessaire dans le jeu.

## Accueil
Ōkamiden a reçu un accueil commercial plutôt tiède de la part des consommateurs japonais pour son premier jour sur les étalages d’après le site Web gamekyo.com : « Selon les premiers retours du Japon, le petit Okamiden se serait vendu à environ 10 000 exemplaires pour son premier jour sur le marché. Un score bien en deçà des chiffres d'Okami sur PS2 (plus de 60 000) et sur Wii (20 000). En même temps, avec seulement 20 000 unités mis en vente, les objectifs de Capcom n'étaient pas forcément au plus haut.» En contrepartie, le magazine Famitsu a décerné au jeu une note de 34/40 (2 testeurs lui ont donné 8/10 et deux autres 9/10) ce qui est très bon. L'un des testeurs souligne que : « Il n’y a pas le même impact que l’on a ressenti la première fois que l’on a joué à Okami », il ajoute : « mais ce jeu réussit à conserver les caractéristiques uniques de son prédécesseur. Ainsi, les choses nous semblent très fluides et agréables lorsque l’on joue ». L'utilisation du stylet est aussi saluée.